# Nightmare (canción de Halsey)
«Nightmare» es una canción de la cantante estadounidense Halsey, lanzada el 17 de mayo de 2019 a través de Capitol Records. La canción fue escrita por Halsey, Benny Blanco, Cashmere Cat y Nathan Perez, y producida por estos dos últimos.

## Antecedentes
En mayo de 2019, Halsey publicó un enlace en sus redes sociales, dirigiendo a los usuarios al sitio web "nightma.re" para que se suscribieran y recibir alertas por correo electrónico, así como también les pedía que compartieran cuál es su peor pesadilla. El sitio dio una serie de opciones, y al hacer clic en una de las opciones, a los usuarios se les mostraría una explicación sobre el significado de esa pesadilla específica. Halsey mencionó que su nueva música vendría "antes de lo que todos pensaban". Luego anunció el sencillo, al igual que la fecha de lanzamiento en Twitter el 9 de mayo de 2019, publicando un video de ella revelando el título en uno de sus conciertos y agregó, "nuevo sencillo, NIGHTMARE, 17 de mayo" [sic]. Varios días después, Halsey anunció que había escondido la letra de la canción en cinco ciudades de Estados Unidos: Los Ángeles, Dallas, Chicago, San Francisco y la ciudad de Nueva York. Finalmente la canción fue publicada el 17 de mayo, acompañada por un video musical.

## Lista de canciones
Descarga digital — Streaming
| N.º | Título      | Duración |  |
| 1.  | «Nightmare» | 3:51     |  |

## Posicionamiento en listas
| País            | Listas                                | Mejor posición |
| 2019            | 2019                                  | 2019           |
| --------------- | ------------------------------------- | -------------- |
| Alemania        | Official German Charts                | 87             |
| Australia       | Australia (ARIA)                      | 13             |
| Austria         | Ö3 Austria Top 40                     | 56             |
| Bélgica         | Ultratop Flanders                     | 6              |
| Bélgica         | Ultratop Wallonia                     | 28             |
| Canadá          | Canadian Hot 100 (Billboard)          | 17             |
| Canadá          | Canada CHR/Top 40 (Billboard)         | 17             |
| Canadá          | Canada Hot AC (Billboard)             | 38             |
| China           | China Airplay/FL (Billboard)          | 15             |
| Estonia         | Estonia (Eesti Tipp-40)               | 15             |
| Escocia         | Scotland (Official Charts Company)    | 33             |
| Eslovaquia      | Singles Digitál Top 100               | 7              |
| Estados Unidos  | US Billboard Hot 100 (Billboard)      | 15             |
| Estados Unidos  | US Adult Top 40 (Billboard)           | 21             |
| Estados Unidos  | US Mainstream Top 40 (Billboard)      | 13             |
| Estados Unidos  | US Dance/Mix Show Airplay (Billboard) | 19             |
| Estados Unidos  | US Rolling Stone Top 100              | 66             |
| Estados Unidos  | US Billboard Pop Digital Song Sales   | 1              |
| Hungría         | Hungary (Single Top 40)               | 9              |
| Hungría         | Hungary (Stream Top 40)               | 7              |
| Italia          | Italy (FIMI)                          | 68             |
| Irlanda         | Ireland (IRMA)                        | 24             |
| México          | Mexico Inglés Airplay (Billboard)     | 4              |
| Nueva Zelanda   | Hot Singles (RMNZ)                    | 19             |
| Portugal        | Portugal (AFP)                        | 48             |
| Reino Unido     | UK Singles (Official Charts Company)  | 26             |
| República Checa | Singles Digitál Top 100               | 25             |
| República Checa | Rádio Top 100                         | 70             |
| Rusia           | Russia Airplay (Tophit)               | 12             |
| Suecia          | Sweden (Sverigetopplistan)            | 16             |
| Suiza           | Schweizer Hitparade                   | 61             |

## Certificaciones
| País           | Organismo certificador | Certificación | Ventas certificadas | Ref.   |
| -------------- | ---------------------- | ------------- | ------------------- | ------ |
| Canadá         | Music Canada           | Oro           | 40 000              | [ 36 ] |
| Estados Unidos | RIAA                   | Oro           | 500 000             | [ 37 ] |